# Cannone

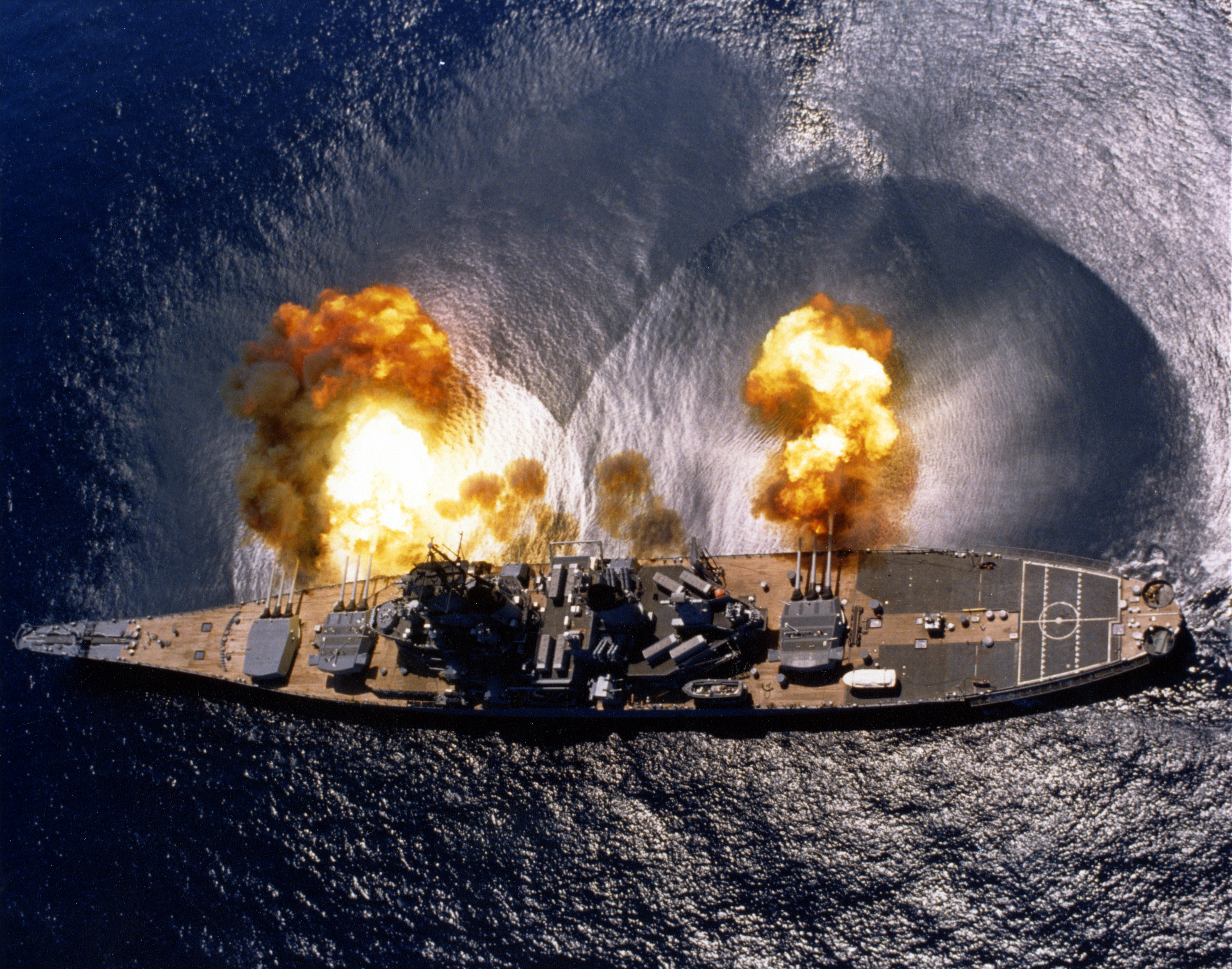
Cannoni della USS Iowa (BB-61) che sparano una salva durante un'esercitazione

Per cannone si intende una bocca da fuoco che spara a tiro diretto (nel primo arco della parabola), quindi deve avere una velocità alla bocca relativamente elevata. Questo comporta, morfologicamente, che la canna del cannone deve avere una lunghezza maggiore di quella di un obice.
La classificazione delle armi di artiglieria in cannoni e obici risale a Jean-Baptiste Vaquette de Gribeauval, che definì come cannoni le armi che sparavano palle di cannone ed obici quelle che invece usavano granate.

## Storia

### L'età antica
Nacque come evoluzione della lancia da fuoco, un'arma composta da un tubo riempito di polvere da sparo che nell'antica Cina veniva utilizzato come lanciafiamme. L'arma era a volte caricata con frammenti di vari materiali che sarebbero stati sparati con lo scopo di massimizzare il danno provocato dall'arma.
Uno dei modelli più antichi di cui si abbia notizia, funzionante senza l'uso della polvere da sparo, venne progettato da Ctesibio d'Alessandria nel III secolo a.C., tuttavia ben poco si sa di questa primitiva invenzione in quanto molti documenti riguardanti le invenzioni di Ctesibio sono andati perduti.

### Dal medioevo all'età moderna
In Europa la composizione della polvere da sparo viene menzionata per la prima volta nell'opera De nullitate magiae, di Ruggero Bacone, pubblicata ad Oxford nella prima metà del XIII secolo. Nel suo libro Opus majus, del 1248 è invece presente una ricetta per la preparazione, e viene anche riconosciuto un suo uso militare. Si ha la conferma che vennero usati dai musulmani dei cannoni arcaici, nel 1262 per attaccare la città di Niebla durante l'omonimo assedio, che durò 9 mesi e che vide vincitrici le forze del re di Castiglia, Alfonso X. Questi cannoni, piccoli e portatili, furono usati principalmente per dare fuoco di supporto ai balestrieri. Se si fa eccezione per l'uso di alcune piccole artiglierie da parte dei Merinidi marocchini di Abu Yusuf Ya'qub ibn 'Abd al-Haqq, nel corso dell'assedio di Sijilmasa del 1274, nel mondo islamico le novità comportate dall'uso in battaglia delle artiglierie furono appieno apprezzate dagli Ottomani che, al contrario dei Mamelucchi e di altre dinastie musulmane coeve, organizzarono fin dal XIV secolo fonderie in grado di fabbricare ottimi cannoni, sfuggendo alla maggior parte dei problemi comportati da una poco sviluppata arte di fondere il ferro.
Fu grazie all'impiego delle artiglierie, in bronzo e ferro, in grado di scagliare proietti con elevata energia e di evitare i problemi dell'eccessivo riscaldamento del metallo e dell'inevitabile deformazione delle canne - quand'anche non della loro rottura, spesso catastrofica per gli addetti ai pezzi - che la fanteria d'élite dei Giannizzeri - a lungo la sola a fruire delle artiglierie al seguito - si mise presto in mostra in Europa per efficienza tattica e superiore capacità di fuoco, trionfando in moltissime delle battaglie in cui era stata impegnata.
È noto l'impiego di batterie di cannoni, per un totale di 68 grandi bombarde (topa tutmak), nel corso del vittorioso assedio di Costantinopoli di Mehmet II Fatih del 1453, grazie alle superiori capacità di fonditore dell'ungherese Urban, che tuttavia sembra sia morto nell'esplosione di una bombarda di eccezionale grandezza (calibro 889 mm, lunga 8 metri e del peso di 48 tonnellate).

Non per questo gli Ottomani rinunciarono alla fabbricazione e all'impiego di grandi artiglierie. Un esempio è il cannone dei Dardanelli, impiegato nella Operazione Dardanelli del 1807, nel quadro della guerra anglo-turca (1807-1809).
L'interesse spiccato per le tecniche di fusione dei cannoni indusse lo stesso Mehmet II a far costruire, nelle immediate adiacenze del quartiere istanbuliota di Galata, una grande fonderia (Tophane) che ha dato poi il nome all'intera area. I locali sono ancora oggi esistenti e destinati ad ospitare mostre ed altri eventi culturali di rilievo.
Con l'età moderna divenne importante l'evoluzione delle artiglierie, con particolare importanza nel passaggio dai cannoni in bronzo a quelli in ferro che resero più economica la fabbricazione delle artiglierie. In Italia i primi cannoni in ferro furono realizzati a Sarezzo in Val Trompia, nel territorio della Serenissima, per opera del fonditore Tiburzio Bailo.

### Dall'epoca napoleonica alla seconda guerra mondiale

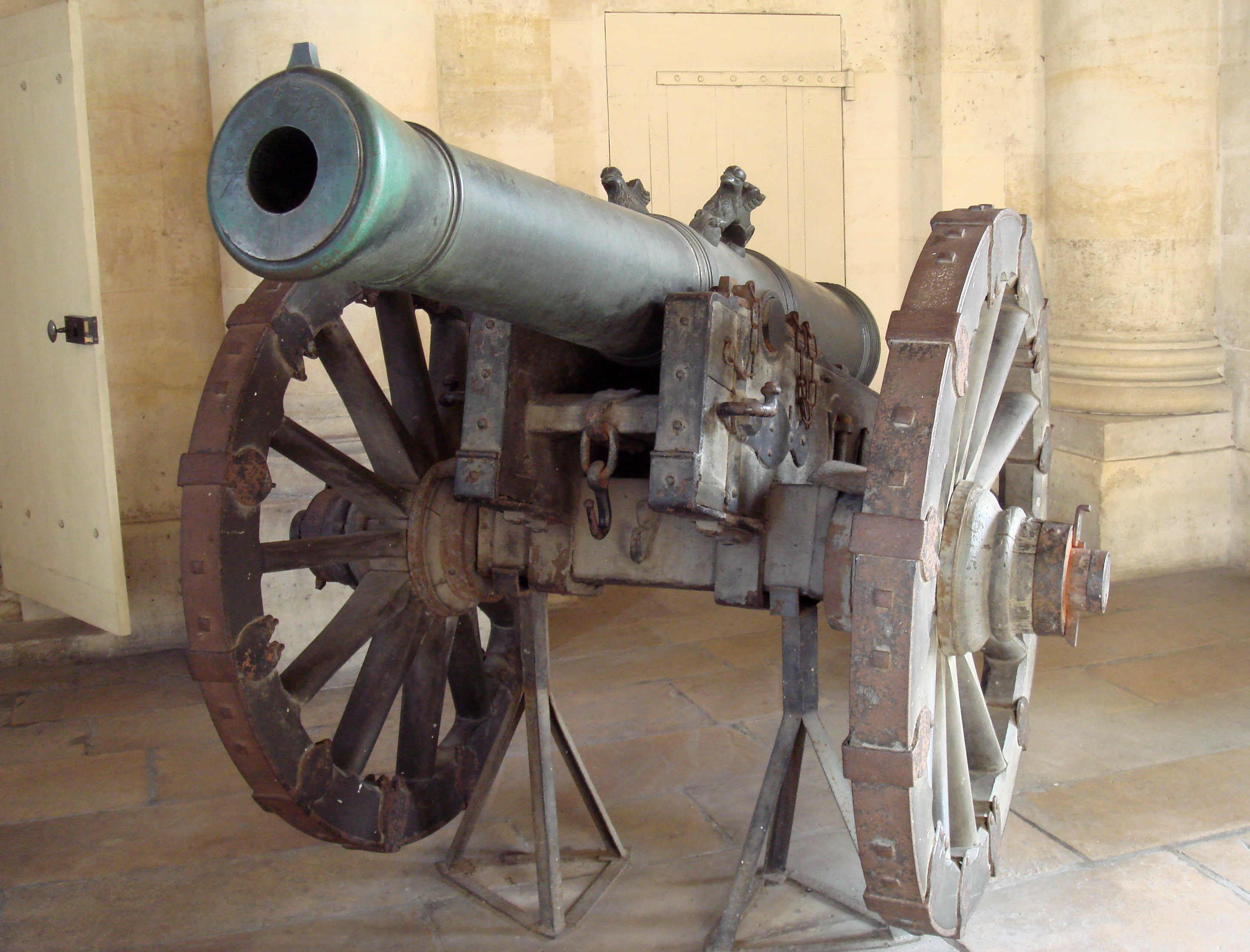
Cannone prussiano da 12 libbre “Brummer",1761

Spesso fino ad allora i cannoni erano costituiti da una bocca da fuoco dotata di due protuberanze laterali dette "orecchioni", tramite le quali essa veniva "incavalcata" sull'affusto. L'affusto era dotato di apposite ruote per i pezzi "da campagna" destinati alla guerra di movimento. Gli orecchioni erano disposti all'incirca sul baricentro della bocca da fuoco per ovvi motivi di stabilità. Questa disposizione permetteva una scarsa escursione in elevazione che però era sufficiente al tiro diretto a corta distanza, unica possibilità di allora.
Nel corso del XIX secolo i cannoni ebbero un'evoluzione che li portò alla morfologia attuale, in pratica si trattò di tre modifiche che, nei confronti dei cannoni dell'inizio del secolo, furono rivoluzionarie:
- miglioramento dei materiali: da bronzo e ferro ad acciaio e ghisa e successivi affinamenti dell'acciaio
- passaggio dall'avancarica alla retrocarica
- passaggio dalla canna ad anima liscia alla canna rigata

Questi tre fattori, assieme a decisivi miglioramenti delle polveri da sparo, ebbero come conseguenza:
- maggiore gittata
- maggiore celerità di tiro
- maggiore precisione del tiro

Il primo cannone in acciaio Krupp risale al 1851. D'altra parte, oltre alla bocca da fuoco propriamente detta, anche l'affusto ebbe un'evoluzione notevole, passando dall'affusto rigido dei cannoni all'inizio del XIX secolo all'affusto dotato di organi elastici, che permetteva il rinculo della sola bocca da fuoco e non di tutto il pezzo.
L'importanza dell'artiglieria, già notevole durante le guerre napoleoniche, aumentò a dismisura durante il primo conflitto mondiale. Nel corso della prima guerra mondiale l'artiglieria giocò un ruolo dominante nella guerra di trincea, tuttavia bisogna ricordare che, considerando la situazione tattica, erano più richieste le armi a tiro curvo (obici, mortai e bombarde) che i cannoni. Vennero usati anche piccoli cannoni per la lotta diretta tra trincee (cannoni da trincea).
Il Regio Esercito Italiano ebbe in uso principalmente cannoni da 149 mm. In data 23 ottobre 1917, ovvero prima della ritirata al Piave, erano in servizio 410 cannoni da 149, oltre a diversi altri calibri meno numerosi (L'Esercito Italiano nella Grande Guerra Vol.IV - Tomo 1° - Ufficio Storico del Ministero della Guerra- Roma, 1940). Nel periodo fra le due guerre e nel corso della seconda guerra mondiale il cannone ebbe un nuovo sviluppo, inizialmente come arma contraerei o controcarri e, specialmente dopo il 1941, come arma principale per i carri armati. In tutte queste applicazioni tattiche era richiesto l'uso di armi a forte velocità iniziale, quindi a tiro teso. La morfologia dei supporti dei cannoni controcarri e contraerei era differente, per permettere ai contraerei di sparare con massimo angolo, pur potendo utilizzare la medesima bocca da fuoco. Per questi motivi per i cannoni contraerei (che dovevano avere angolo di elevazione fino a 90° ed angolo di tiro a 360°) generalmente furono incavalcati su affusti a piedistallo e crociera (generalmente a quattro bracci, ma, in alcuni casi, particolarmente nei tedeschi 2 cm FlaK e 3,7 cm FlaK, fu preferita la crociera a tre bracci). Oltre a questi nuovi sviluppi il cannone continuò ad essere usato come artiglieria pesante come i Long Tom statunitensi o i cannoni ferroviari da 280 mm tedeschi. Un ulteriore sviluppo del cannone nel corso della guerra fu l'impiego su scafi semoventi, usato soprattutto per cannoni anticarro (cacciacarri), ma anche per cannoni contraerei (Flakpanzer IV Wirbelwind 20 mm) e artiglieria pesante (M40 GMC statunitense).

### Dopo la seconda guerra mondiale
Dopo la seconda guerra mondiale i cannoni lentamente persero rilevanza tattica, in quanto sostituiti in tutti e tre gli impieghi che li avevano visti in funzione nella seconda guerra mondiale (contraerei, controcarri ed artiglieria pesante) dai missili, specialmente a partire dagli anni 1970, quando gli sviluppi dell'elettronica permisero di teleguidare i missili stessi. Attualmente i cannoni controcarri sono praticamente scomparsi, mentre i cannoni contraerei restano solo per i calibri minori (fino a 30 mm). Invece l'artiglieria pesante continua a rimanere montata sui semoventi cingolati, con calibri che si sono standardizzati (per i cannoni) sui 150 mm, ed ha il vantaggio rispetto ai lanciarazzi mobili di avere un ricaricamento più rapido e una maggiore precisione e concentrazione di tiro.
L'altro campo di impiego dei cannoni, cioè l'uso come arma principale dei carri armati è invece continuata e lo sviluppo è stato notevole. Negli ultimi anni (a partire dagli anni 1980) si è affermata la tendenza ad utilizzare cannoni ad anima liscia, eliminando così la rigatura. Questo perché, dato che lo scopo principale del carro armato da combattimento è di impegnare veicoli similari, vengono usati principalmente proiettili anticarro ad energia cinetica o ad energia chimica. Questi ultimi sono soprattutto di tipo HEAT, quindi a carica cava: se messi in rotazione dalla rigatura della canna riducono il loro effetto all'atto dell'impatto con il bersaglio, dato che la forza centrifuga dissipa il getto di fiamma su una superficie più vasta. Anche i più moderni e usati proiettili anticarro a energia cinetica (APFSDS, stante per Armour Piercing Fin Stabilized Discarding Sabot) hanno maggiore stabilità in volo se non vengono sottoposti alla rotazione che gli imprime la rigatura della canna: infatti tali proiettili sono diventati molto lunghi e sottili (vengono appunto chiamati "a freccetta") e sono più stabili in volo se sparati da una canna ad anima liscia e stabilizzati tramite alette fisse. Per questo motivo la tendenza per i MBT è di utilizzare cannoni ad anima liscia, stabilizzando il proiettile nella sua traiettoria con alette che fuoriescono all'atto dell'abbandono della canna (nel caso di proiettili HEAT).

## Tipologie

### Cannone automatico
Un cannone automatico è un'arma costituita da una bocca da fuoco atta a sparare proiettili di calibro tra i 20 ed i 30 mm in rapida sequenza con un meccanismo di ricarica automatica.

### Cannone da carro armato
Un cannone da carro armato è l'armamento principale di un carro armato. I moderni cannoni da carro sono pezzi di grosso calibro ad alta velocità alla volata, capaci di sparare munizioni a APFSDS, HEAT e, in alcuni casi, missili anticarro. Alcuni carri montano cannoni antiaerei.

### Cannone da campagna
Un cannone da campagna è un tipo d'artiglieria progettata specificamente per fornire, grazie alla sua mobilità e potenza di fuoco, il supporto sul campo di battaglia alle unità di fanteria.

### Cannone d'accompagnamento
Un cannone d'accompagnamento è un pezzo di artiglieria progettato ed utilizzato per aumentare la potenza di fuoco delle unità di fanteria, alle quali è organicamente assegnato, secondo le esigenze tattiche del comandante delle unità stesse.

### Cannone d'assalto
Un cannone d'assalto è un semovente d'artiglieria cingolato, dotato di una spessa corazzatura e armato con un cannone o un obice di medio calibro installato in una casamatta fissa su uno scafo.

### Cannoni navali

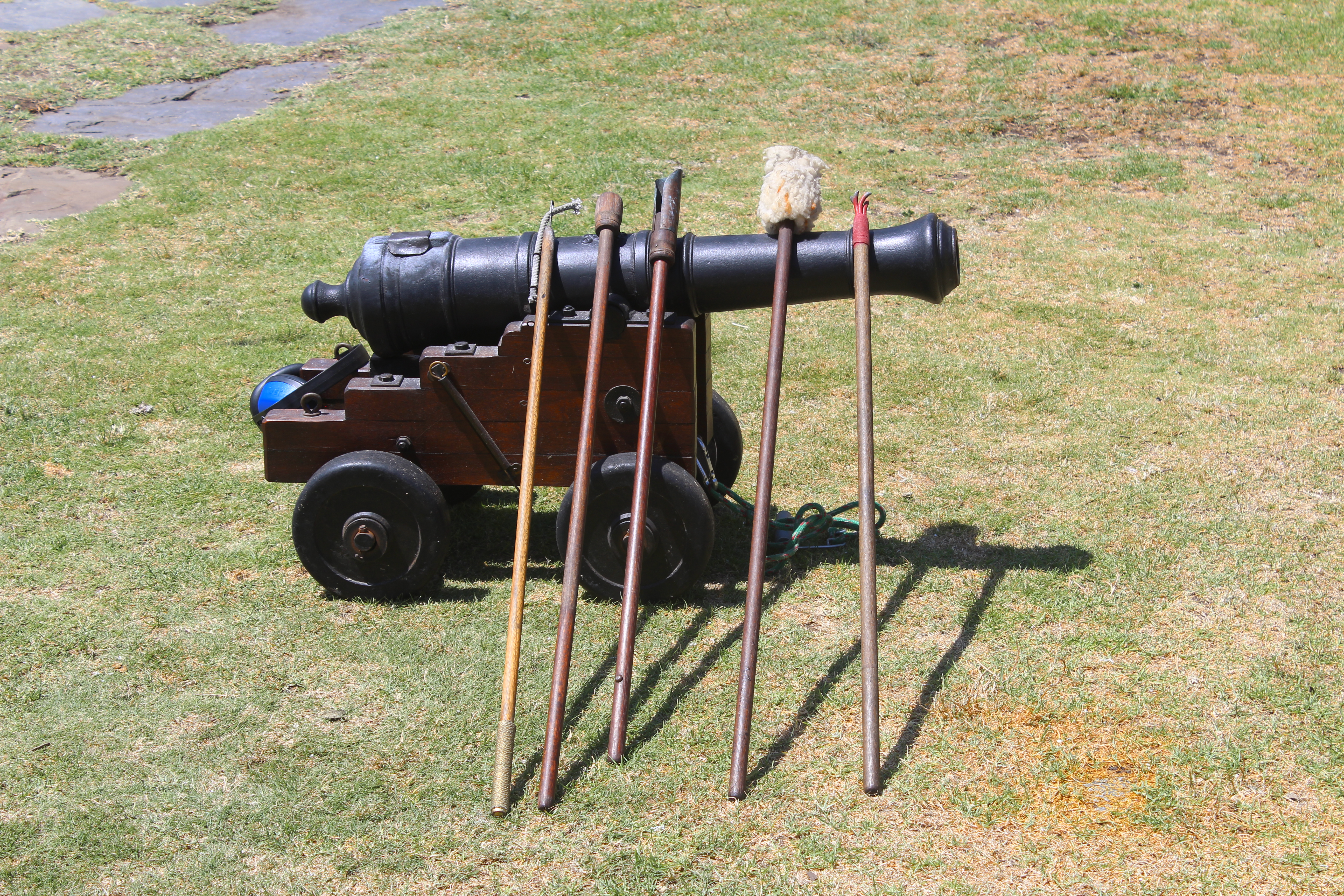
Cannone navale britannico da 2 libbre del XVIII secolo con attrezzi, Castello di Buona Speranza, Città del Capo, Sudafrica.

I cannoni navali, cioè quelli che costituiscono parte dell'armamento delle navi, meritano un trattazione a parte, non tanto per la tecnologia, che è sempre rimasta simile a quella dei cannoni terrestri, quanto per il relativo impatto sulla costruzione delle navi stesse.
Il cannone navale nel XVII e XVIII secolo era simile a quello terrestre, tuttavia, considerando il limitato spazio verticale disponibile sui ponti delle navi dell'epoca, invece di poggiare su un affusto a timone e grandi ruote poggiava su un affusto a carretta con quattro ruote di dimensioni ridotte. Inoltre, per ridurre il rinculo del pezzo all'atto dello sparo e per riportarlo in batteria era previsto un sistema di corde e pulegge che limitava tanto il rinculo quanto la forza necessaria per riportare il cannone sulla linea di tiro, ovviamente questo stesso sistema serviva per tenere fisso il cannone anche nel caso di un forte rollio della nave.

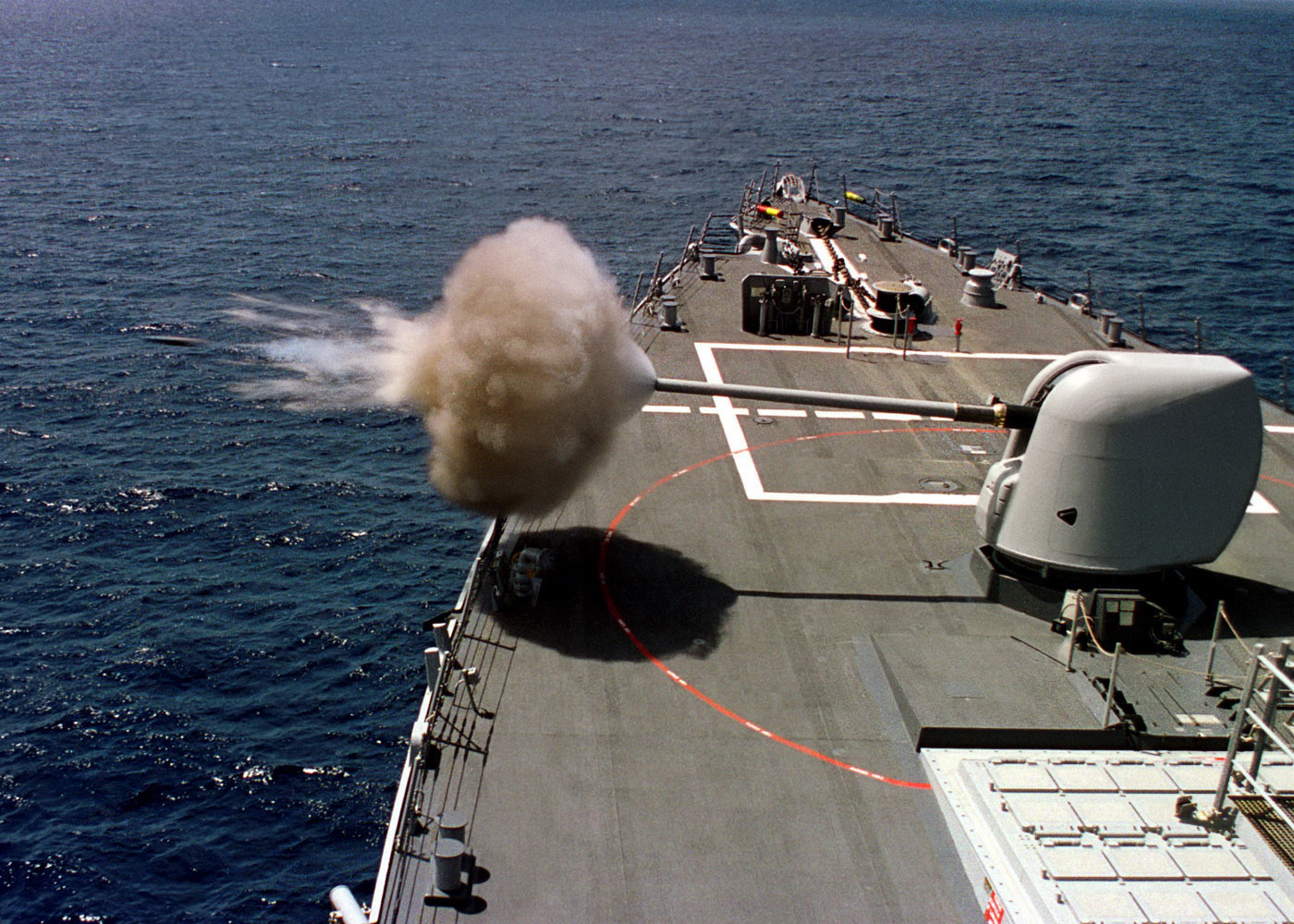
Un proiettile da 5 pollici (127mm) sparato dalla USS Benfold

La disposizione dei cannoni sulla nave era sui ponti, quindi era possibile sparare solo di bordo. In caccia o in ritirata venivano usati cannoni lunghi e di piccolo calibro (soprattutto da 9 libbre) sovente in bronzo, ma raramente navi anche di grandi dimensioni avevano più di 2-4 cannoni in caccia ed altrettanti (o poco più) in ritirata. Dopo gli anni '70 del XVIII secolo si diffusero notevolmente le carronate, antenate dei moderni obici, si trattava di cannoni molto corti, poco precisi e dalla gittata notevolmente limitata, ma di calibro molto elevato, peso ridotto e capaci anche di un volume di fuoco leggermente superiore ai cannoni normali.
I cannoni in navigazione erano tenuti al riparo nei ponti coperti e i portelli erano chiusi, per evitare che, in caso di rollio, entrasse acqua dalle aperture. Quando veniva dato l'avviso di combattimento i portelli erano aperti ed i pezzi erano portati in batteria.
Con l'avvento dei cannoni in ferro fucinato (metà del XIX secolo) e l'uso delle torrette per avere i pezzi che potevano sparare su entrambi i bordi della nave e in caccia o in ritirata (a seconda della posizione della torretta), il numero di cannoni della nave ebbe una drastica riduzione. Infatti, con l'aumento del calibro dei cannoni e l'aumento delle velocità iniziale del proiettile aumentò l'impulso dato alla nave all'atto dello sparo, considerando che una nave da guerra, avendo il baricentro relativamente alto, è facilmente soggetta ad instabilità anche con forze laterali modeste fu necessario limitare il peso della bordata per evitare instabilità che avrebbero potuto portare anche al ribaltamento della nave stessa.
Lo sviluppo dei cannoni navali continuò praticamente dalla metà del XIX secolo fino alla seconda guerra mondiale, in cui le Yamato (9 pezzi da 460 mm) e le Iowa (9 pezzi da 406 mm) erano armate con i cannoni più grandi mai utilizzati. Tuttavia la seconda guerra mondiale segnò la fine delle corazzate, e da quel momento le artiglierie navali cominciarono ad avere calibri più ridotti, dato che nelle navi stesse venne privilegiata la velocità rispetto all'armamento ed alla protezione.

### Cannone a rotaia
Un cannone a rotaia è una bocca da fuoco completamente elettrica che spara un proiettile conduttivo lungo una coppia di barre di metallo usando gli stessi principi di un motore omopolare.

### Cannone ferroviario
Un cannone ferroviario è un pezzo d'artiglieria montato su un apposito vagone ferroviario, e che quindi può venire spostato solo su binari.

### Cannone senza rinculo
Un cannone senza rinculo è un'arma di squadra a canna lunga, liscia o rigata, capace di sparare proietti di calibro elevato eliminando, tramite appositi ugelli per i gas di sparo, il rinculo; in questo modo è possibile ottenere un'arma leggera, gestibile spesso da un solo uomo ed incavalcabile su leggeri supporti, senza la necessità di complessi e pesanti affusti a deformazione, tipici delle artiglierie di pari calibro.

### Cannone da difesa costiera
Queste armi sono solitamente installate in fortini di cemento (con pareti il più delle volte spesse più di un metro), si svilupparono dopo il medioevo. Inizialmente erano più costituiti da mattoni e pietre, circa nel periodo della Prima guerra mondiale si iniziò ad utilizzare il cemento.

## Effetti sulla tattica bellica
La comparsa del cannone all'inizio dell'evo moderno rivoluzionò la tattica bellica in generale e quella di assedio in particolare. Le nuove armi aprivano facilmente grandi brecce nelle mura di città e castelli, pur alte e spesse che fossero: le vecchie fortificazioni medioevali divennero di colpo vulnerabili. Fu trovata la soluzione al nuovo problema difensivo usando terrapieni in muratura: le nuove mura cioè sarebbero servite a contenere il terreno, che avrebbe assorbito l'urto dei proiettili d'artiglieria. Cambiò anche la forma: invece di cingere la città o il forte in modo da racchiudere il massimo spazio con la minima lunghezza, i nuovi terrapieni erano triangolari, e davano alle fortezze una forma a stella. Questo avrebbe offerto ai cannoni nemici una superficie obliqua, su cui i proiettili avrebbero rimbalzato, e permetteva ai difensori di colpire più agevolmente le truppe attaccanti che si avvicinavano alle mura. Seguendo gli studi dell'italiano Montecuccoli e del francese Vauban, si giunse ad un uso estremamente sofisticato del tiro incrociato per proteggere gli approcci alla fortificazione stessa. Una dimostrazione dell'efficienza dei cannoni contro fortificazioni ancora di concezione medioevale fu evidente nel caso dell'Assedio di Costantinopoli del 1453. I cannoni dei Turchi furono costruiti dal maestro Urban, un costruttore di campane che però non vide il risultato dei suoi sforzi, in quanto morì insieme a 50 artiglieri, nello scoppio di uno dei suoi cannoni più grandi costruiti durante tale azione.
Nel corso del XVIII e nella prima metà del XIX secolo i cannoni ebbero un aumento continuo nella rilevanza tattica, basta pensare all'importanza dell'artiglieria (a quel tempo composta quasi totalmente da cannoni) nella battaglia di Wagram ed il peso che ebbe nella battaglia di Waterloo lo scarso rendimento del tiro a palla francese, smorzato dal terreno umido e morbido. Il progresso più rilevante avvenne alla metà del XVIII secolo, con la riforma dell'artiglieria francese effettuata dal generale de Gribeauval, quando i calibri furono standardizzati e gli affusti resi più mobili. Successivamente alla metà del XIX secolo i cannoni persero peso tattico nei confronti degli obici, che, potendo tirare con traiettoria curva, furono utilizzati nelle retrovie e non più direttamente sul fronte (come era successo fino alla guerra civile americana), e, a parità di calibro, essendo più leggeri erano sensibilmente più mobili.